# Robert de Vere (1er duc d'Irlande)
Pour les articles homonymes, voir Robert de Vere.
Titres
Duc d'Irlande
13 octobre 1386 – 3 février 1388
(1 an, 3 mois et 21 jours)
Marquis de Dublin
1er décembre 1385 – 13 octobre 1386
(10 mois et 12 jours)
Comte d'Oxford
18 septembre 1371 – 3 février 1388
(16 ans, 4 mois et 16 jours)
Robert de Vere (16 janvier 1362 – 22 novembre 1392), 9e comte d'Oxford puis marquis de Dublin puis duc d'Irlande, est un favori, compagnon de cour et proche conseiller de Richard II d'Angleterre.

## Proche du roi
Robert de Vere succède à son père comme 9e comte d'Oxford en 1371, et est fait marquis de Dublin à vie en 1385. L’année suivante, il abandonne ce titre pour celui de duc d'Irlande, également à vie. Il devient ainsi le premier marquis, et le premier duc n’ayant pas de sang royal en Angleterre. La forte amitié entre Robert de Vere et Richard II, n’est pas appréciée des politiques de l’époque, notamment après l’élévation du premier au rang de duc d’Irlande. Ses relations avec Richard seraient de nature homosexuelles selon Thomas Walsingham.
De Vere épouse Philippa de Coucy, fille d'Isabelle d'Angleterre et donc cousine germaine du roi, et a également une aventure avec Agnès de Launcekrona, une dame d’honneur tchèque d'Anne de Bohême, femme de Richard II. Elle devient sa seconde femme après son divorce.

## Chute
Robert de Vere est particulièrement impopulaire auprès des autres nobles anglais, et sa proche relation avec le roi Richard est une des raisons de l’émergence d’une opposition au roi sous la forme des Lords Appellant.
En 1387, de Vere conduit les forces de Richard à la défaite à la bataille de Radcot Bridge, près d’Oxford, face aux forces des Lords Appellant. Il s’enfuit et abandonne ses forces, qui, sans leader, se résignent à la reddition.
Il est forcé à l’exil par le Parlement en 1388, et ses titres et ses terres sont confisqués.

## Mort
Il est sévèrement blessé par un sanglier lors d’une partie de chasse en France en 1392, et meurt de ses blessures à Louvain. En 1395, le roi fait ramener son corps embaumé pour qu’il soit enterré en Angleterre. Plusieurs seigneurs refusent d’assister aux funérailles, au cours desquelles Richard ouvre le cercueil pour embrasser la main de son ami et regarder une dernière fois son visage.

## Succession
Après sa mort, son oncle, Aubrey de Vere, se voit retourner les titres et propriétés de la famille, devenant ainsi 10e comte d’Oxford.